# Collegium Musicum Jaurinense

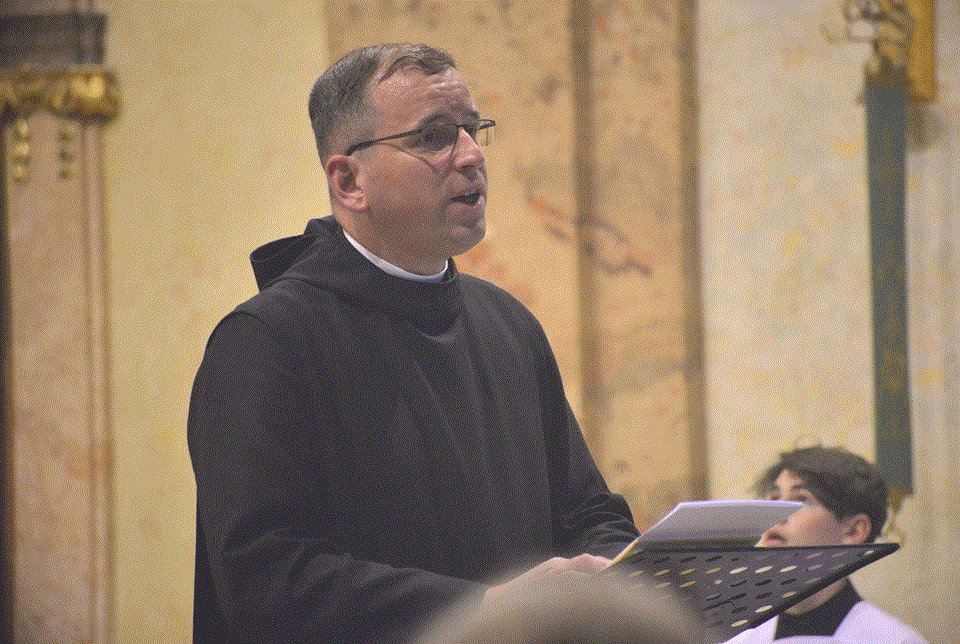
Kelemen Áron OSB

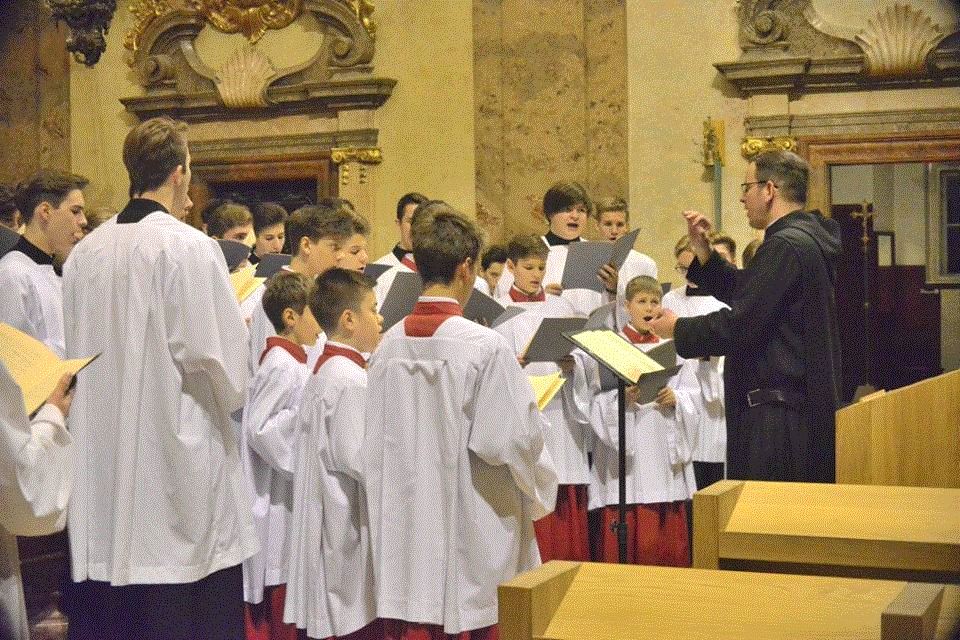
Requiem Koncert(2016. november 7.)

1626-ban nyitotta meg a Jezsuita Rend gimnáziumát Győrőtt. Az egyházzenei élet egy ideiglenes kápolnában kezdődött, majd 1641-ben a közösség birtokba vette a Győr szívében álló Szent Ignác, ma Bencés Templomot. A kor szokásainak megfelelően a gimnázium megnyitását követően hamarosan elindult a Chorus és a zenekar. A 18. században már évente 54 alkalommal látott el zenei szolgálatot a gimnázium különféle liturgikus alkalmain. A Jezsuita Rend 1773-ban történt feloszlatását követően néhány évig a magyar 18. század legnagyobb zenei alakja, Istvánffy Benedek vezette. Másfél évtized kihagyás után 1802-ben már a Bencés Rend irányítása alatt folytatja a Gimnázium a működését. Az együttes ekkor már csak évente néhány alkalommal énekelt zenés misét. A 20. század első felében mintegy 80 taggal működött a kórus, a II. világháború után mintegy 50 esztendeig Jáki Teodóz OSB vezette a Czuczor Gergely Bencés Gimnázium és a Szent Ignác Bencés Templom zenei életét.
2002 szeptemberében Kelemen Áron OSB szervezte újjá az együttest Collegium Musicum Jaurinense néven. Jelenleg csaknem 40 énekesfiú tartozik a győri Collegium Musicumhoz, évente mintegy 50 alkalommal énekelnek gregorián misét a Szent Ignác Bencés Templomban a vasárnap esti 19.00-es misén. Az újjáalakulás óta több, mint 80 koncertet adtak mind hazánkban, mind külföldön. Az elmúlt években felléptek többek között Barcelonában, Sao Paulo-ban, Rio de Janeiro-ban, a londoni King's College-ban. Rendszeresen énekelnek a Salzburgi Dómban és Augsburgban. Hat önálló lemezt adtak ki 2002 óta, 2013 óta az Augsburger Domsingknaben testvérkórusa. A 2016/17-es évadban az együttes önálló hangversenybérletet indított nagy sikerrel.

Az együttesben a 2020-'21-es tanév kezdete óta korábbi énekese, Bruckner Máté vette át a karnagyi feladatköröket, tanulmányai végeztével, melyeket a Hágai királyi konzervatóriumban töltött. Ennek következtében az együttes profilija sokkal inkább a reneszánsz zenéje felé tolódott a korábbi, főként gregorián és korai barokk művekkel szemben.

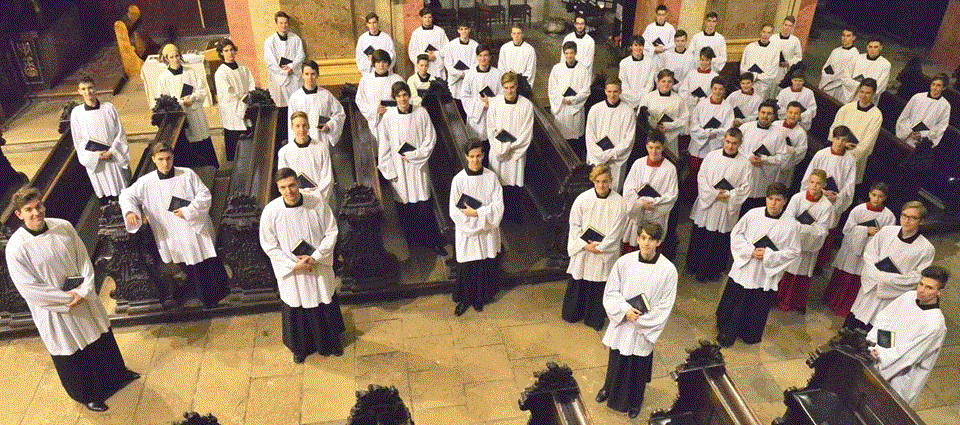
A Collegium Musicum Jaurinense 2017-ben.